# Sony SMC 70G
Sony SMC 70G (SMC 70G) је професионални рачунар фирме Сони (Sony) који је почео да се производи у Јапану током 1984. године.
Користио је Z80A микропроцесорску јединицу а РАМ меморија рачунара је имала капацитет од 64 KB. 
Као оперативни систем кориштен је CP/M.

## Детаљни подаци
Детаљнији подаци о рачунару SMC 70G су дати у табели испод.
|                       |                                                   |
| [ 1 ]                 |                                                   |
| Произвођач            | Сони                                              |
| Тип                   | професионални рачунар                             |
| Меморија              | 64                                                |
| Поријекло             | Јапан                                             |
| Година                | 1984                                              |
| Тастатура             | тастатура са пуним помаком тастера                |
| Процесор              |                                                   |
| Фреквенција процесора | 4                                                 |
| RAM                   | 64                                                |
| ROM                   | непознато                                         |
| Текст                 | 40 x 25                                           |
| Графика               | 256 x 240                                         |
| Боја                  | 16                                                |
| Звук                  | ? гласа, 5 октава                                 |
| Димензије             | A4 величина (294mm x 210mm x 23mm). Тежина 900 g. |
| Портови               |                                                   |
| Оперативни систем     |                                                   |